# Le chaînon manquant
Le chaînon manquant è un lungometraggio d'animazione del 1980 diretto da Picha.